# پنج زن بدنام
پنج زن بدنام (انگلیسی: Five Branded Women) عنوان فیلمی است آمریکایی به کارگردانی مارتین ریت. این فیلم محصول سال ۱۹۶۰ میلادی است.